# Macrosphenus pulitzeri
Bico-longo-angolano, bico-longo-de-angola ou narceja-de-pulitzer (Macrosphenus pulitzeri) é uma espécie de ave da família Macrosphenidae.
Apenas pode ser encontrada em Angola.
Os seus habitats naturais são: florestas secas tropicais ou subtropicais.
Está ameaçada por perda de habitat.